# Червона ртуть

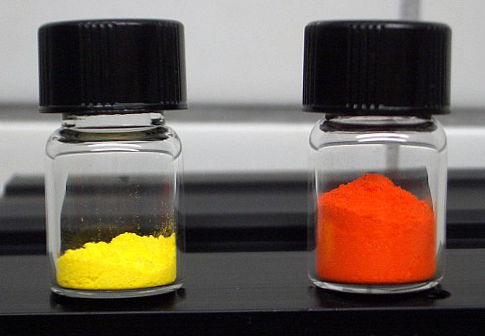
Йодид ртуті(II), зліва: β- (жовтого кольору) та α-форма (червоно-помаранчевого)

Черво́на ртуть, Red Mercury 20/20 (RM-20/20), Compound-20/20 або багатофункціональний каталізатор — неіснуюча алотропна модифікація ртуті, «одна з останніх розробок СРСР», комерційно найуспішніший з усіх вигаданих матеріалів.

## Історія
Вважалося, що цей продукт, окрім всього іншого, також має велику густину (20 г/см³), температуру замерзання −150 °C, токсичність на рівні KCN та високу радіоактивність, використовується чи то в «детонаторах термоядерних бомб», чи то в гарматі Гауса, чи в «надпотужних військових лазерах».
Існує декілька видів речовин червоного відтінку, що містять в собі ртуть: оксид ртуті HgO, кіновар HgS, піроантимонат (оксистибат) ртуті Hg2Sb2O7, йодиди HgI2 та Hg2I2. Ні вище вказаною густиною на рівні осмію, ні радіоактивністю, ні будь-якими іншими фантастичними якостями дані речовини не володіють (піроантимонат виділяється термостійкістю: якщо інші ртутні солі розпадаються вже при температурі близько 300—350 °C, то піроантимонат витримує нагрів до 700 °C не розпадаючись).
Частково чутки щодо густини та радіоактивності обумовлені випадками, коли під виглядом RM-20/20 продавалась важка амальгама металів платинової групи (за винятком платини) та радіоактивна амальгама плутонію-239. В книзі «Косово поле. Росія» Дмитро Черкасов стверджує, що «червона ртуть» це жаргонна назва військового плутонію.
Реально ж під брендом «червоної ртуті» продавалось багато різних хімікатів, включно з сумішшю звичайної ртуті з товченою цеглою і навіть проста вода з розчином аніліну. За деякими даними, під назвою «червоної ртуті» з території СРСР вивозилось змішане з ртуттю золото, а також інші, розчинені в ртуті, дорогоцінні метали. В цих протизаконних діях були замішані високопоставлені державні чиновники і організовані злочинні синдикати.
Існує і «нертутна» версія походження терміна — під такою ж назвою продавались наркотики та інші заборонені препарати, а також документація різних оборонних технологій. Також існує ймовірність, що все це — вигадка кінорежисерів та сценаристів.

## Можлива дезінформація
Характер публікацій, книг та інших матеріалів про так звану червону ртуть не виключає можливості, що вся історія виникнення поняття була лише масштабною дезінформацією, проведеною спецслужбами СРСР з метою виявлення окремих осіб, зацікавлених в пошуку матеріалів, що вступають в активну хімічну реакцію (терористів), без будь-якого ризику виявити канали витоку секретної інформації, та відволікти ворожі спецслужби на фіктивний об'єкт.